# Avenida Fermín Vivaceta
Avenida Fermín Vivaceta (conocida solo como Vivaceta) es una arteria vial que cruza las comunas de Independencia y Conchalí, en el sector norte de Santiago de Chile.

## Historia

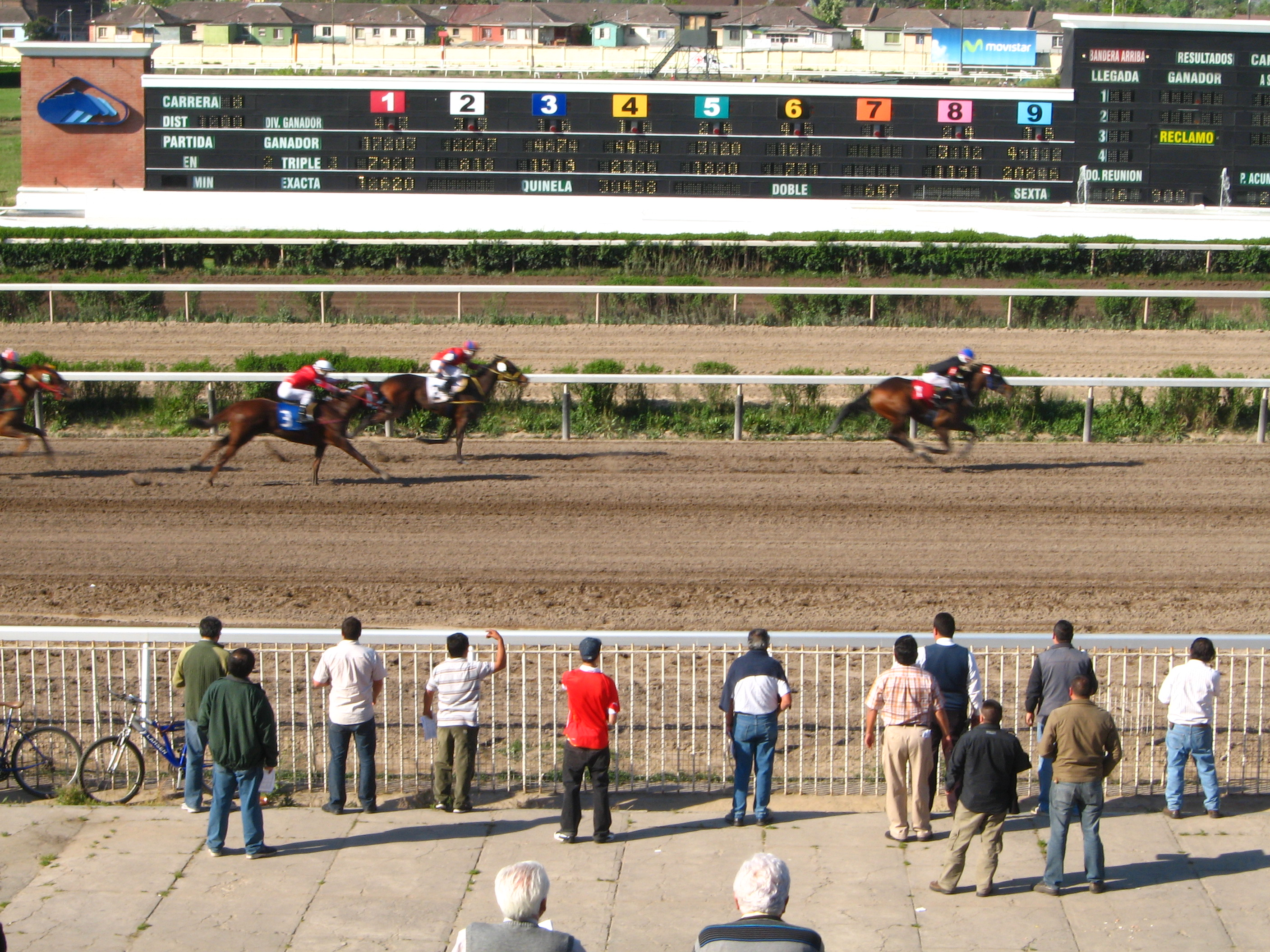
El Hipódromo Chile es uno de los principales hitos de la Avenida Vivaceta.

Fundada con el nombre de Camino de Las Hornillas, sus orígenes se remontan a 1779. Constituía uno de los tres ejes principales del ingreso al sector de La Chimba junto a La Cañadilla (Avenida Independencia) y el Camino del Salto (Avenida Recoleta). Estaba ubicada en el sector poniente de la quinta del corregidor Luis Manuel de Zañartu.
Durante el siglo XX la calle fue rebautizada en honor a Fermín Vivaceta, destacado arquitecto que trabajó en obras como la Casa Central de la Universidad de Chile, la torre de la iglesia de San Francisco y el Mercado Central de Santiago, entre otros. En 1953 se levantó un monumento con su figura en la entrada de la avenida, el que luego fue trasladado a la intersección de la Alameda Libertador Bernardo O'Higgins con Diagonal Paraguay, en la comuna de Santiago.
Aunque se trata de una avenida de carácter comercial y residencial, Vivaceta también cuenta con algunos hitos urbanos como el Hipódromo Chile y el Teatro Libertad. También allí se ubicó el famoso burdel de María Carlina Morales Padilla, la Tía Carlina, destacado por sus shows de transformismo.

## Recorrido
La calle comienza en la Avenida Santa María, naciendo como una continuación de la Avenida Manuel Rodríguez a un costado de la Autopista Central y sobre la Costanera Norte. Hacia el norte cruza calles como Gamero, Domingo Santa María, Central, Francia, Nueva de Matte, Hipódromo Chile, Dorsal, Catorce de la Fama y Roma. Al llegar a Negrete se divide con Santa Inés, quedando con el tránsito vehicular en dirección sur. Finaliza al encontrarse con Avenida Independencia en la esquina de Avenida Los Zapadores.
En 2019, con la inauguración de la Línea 3 del Metro de Santiago, cuenta con la estación Vivaceta, la que se ubica a pocos metros de la calle del mismo nombre.